# Karl Elben (Journalist, 1790)
Karl Elben, vollständige Namensform eigentlich Albrecht Karl Willibald Elben (* 31. Juli 1790 in Stuttgart; † 18. Dezember 1854 ebenda) war ein württembergischer Journalist. Er war von 1829 bis 1854 der Verleger und Schriftleiter des Schwäbischen Merkurs und der dazugehörigen Schwäbischen Chronik.

## Herkunft
Karl Elben war der älteste von acht Söhnen des Journalisten Christian Gottfried Elben (1754–1829), dem Gründer und Vorgänger als Herausgeber des Schwäbischen Merkurs. Er gehörte der evangelischen Landeskirche in Württemberg an. Aus seiner Familie stammten viele Honoratioren der württembergischen Haupt- und Residenzstadt Stuttgart und die Elbens galten als eine der renommierten Familien der württembergischen Ehrbarkeit.

## Leben
Karl Elben trat 1817 als Redakteur bei der Zeitung seines Vaters an. Seit 1829 war er Geschäftsleiter und Chefredakteur der Schwäbischen Chronik. Außerdem war er neben seinem Bruder Emil Elben Redakteur und Mitbesitzer des dazugehörigen Schwäbischen Merkurs. Er verfasste vor allem Artikel über die Fragen der Zolleinigung und des Eisenbahnbaus. Ab 1830 erschien täglich auch eine Abendausgabe des Blattes. Dieser Service hatte ein Ende, nachdem 1848 der Elbensche Faktor Stänglen auf der Buchdrucker-Versammlung in Mainz erfolgreich die Abschaffung der Sonntagsarbeit beantragt hatte. 
Karl Elben war auch Mitbegründer der Stuttgarter Bürgergesellschaft und des Stuttgarter Liederkranzes. 
Nach Karl Elbens Tod im Jahr 1854 wurde der Schwäbische Merkur von anderen Familienangehörigen und auch von fremden Kräften weitergeführt. Er hatte sich damals zum meistgelesenen politischen Blatt Württembergs entwickelt und bestand weiter bis 1941.

## Privatleben
Karl Elben heiratete 1819 in Stuttgart Wilhelmine Süskind (1800–1840), die Tochter des württembergischen Oberhofpredigers, Prälaten und Studienratsdirektors Friedrich Gottlieb von Süskind (1767–1829). Aus der Ehe gingen eine Tochter und zwei Söhne hervor, darunter Otto Elben, der Nachfolger seines Vaters als Chefredakteur des Schwäbischen Merkurs.